# Белоконь, Алексей Никитич
Алексей Никитич Белоко́нь (1907—1975) — советский химик-аналитик.

## Биография
Родился 12 февраля 1907 года в селе Дергановка (ныне Ружинский район, Житомирская область, Украина).
Образование:
- 7 классов трудовой школы (1923);
- профессионально-техническая школа в Бердичеве (1925);
- один курс Херсонского института народного образования имени Н. К. Крупской (1925—1926);
- 2 и 3 курсы Киевского института народного образования, естественный факультет (1926—1928) (некоторое время преподавал в горном техникуме);
- МИНХ имени Г. В. Плеханова и его аспирантура (годы учёбы 1931—1938).

С 1938 года доцент кафедры аналитической химии и заведующий лабораторией технологического факультета Астраханского института рыбного хозяйства.
26 апреля 1938 года арестован Астраханским отделом НКВД и 17 января 1940 осужден на 5 лет ИТЛ. Отбывал наказание в Ухтпечлаге, работал на кирпичном заводе. Освобождён 26 апреля 1943 с прикреплением к производству до конца войны.
После освобождения работал лаборантом химической установки газопромысла, потом главным технологом сажевого завода.
С 1948 года заведующий химической лабораторией, начальник цеха опытно-исследовательских работ по саже.

## Награды и премии
- Сталинская премия третьей степени (1950) — за разработку технологии производства химического продукта.

## Комментарии
1. ↑  Ныне: Ружинский район, Житомирская область, Украина.